# Gianluca Pianegonda
Gianluca Pianegonda (* Thiene, 23 de septiembre de 1968). Fue un ciclista italiano, profesional entre 1995 y 1999, cuyo mayor éxito deportivo lo logró en la Vuelta a España, donde conseguiría una victoria de etapa en la edición de 1995 que le permitió llevar el maillot amarillo de líder durante un día.

## Palmarés
| 1994 - Gran Premio Palio del Recioto 1995 - 1 etapa en la Vuelta a España - 1 etapa del Regio-Tour 1997 - Flecha Brabançona |

## Equipos
- Polti (1995-1996)
- Mapei (1997-1998)
- Lampre-Daikin (1999)